# Boovanahalli, Belur
Boovanahalli là một làng thuộc tehsil Belur, huyện Hassan, bang Karnataka, Ấn Độ.